# Ezechias Hinrich Stricker
Ezechias Hinrich Stricker (født 8. august 1734 i Rendsborg, død 27. marts 1814 i Fredensborg) var en dansk officer, bror til Carl Alexander Stricker.

## I udenlandsk tjeneste
Han var søn af fyrværker, senere karakteriseret major Alexander Stricker (1701-1784) og Sophia Christine Wendt (Venten) (1708-1744). Han indtrådte 1749 i Holstenske Artillerikorps, blev 1751 underfyrværker og forfremmedes 1756 til fyrværker ved Danske Artillerikorps. 1757 fik han tilladelse til at gå i fransk tjeneste, hvor han i tre år gjorde tjeneste i Syvårskrigen ved det Løvendalske tyske Infanteriregiment og derefter var adjudant hos generalløjtnant Philippe Henri, Marquis de Ségur til 1762.

## Kommandør for Artillerikorpset
I Danmark var han imidlertid blevet premierløjtnant og 1760 karakteriseret kaptajn i Armeen. 1761 fik han pengetilskud til sit ophold i Frankrig. Da han i 1762 kom hjem, blev han ansat som stykjunker på Kronborg og kort efter karakteriseret kaptajn af artilleriet. Han anvendtes ved en del tekniske arbejder. Ved Artillerikorpsets organisation 1764 blev han kompagnichef, sendtes kort efter til Norge og siden til Holsten, men beholdt, da kompagnierne i 1772 fordeltes til Danmark, Norge og Holsten, sit kompagni i København. Her forblev han så også som karakteriseret major fra 1772, til han i 1777 blev virkelig major, da han blev kommanderet til Holsten. Han blev karakteriseret oberstløjtnant 1783 og virkelig 1785 og kommanderedes da til Norge som chef for detachementet der. 1788 blev han kommandør for Artillerikorpset og 1789 karakteriseret oberst af infanteriet.

## Kommandant i Norge og Danmark
Men han gik 1792 af fra artilleriet og blev kommandant i Frederiksstad i Norge, hvorfra han i 1793 forflyttedes som kommandant til Kronborg. Her vandt han kronprinsens nåde ved sin resolutte optræden 30. marts 1801, da han begyndte beskydningen af den engelske flåde, da den gik ind i Øresund. Samme år blev han generalmajor. 1807 afslog han at høre tale om, at Kronborg skulle være indbefattet i Københavns kapitulation. Efter ansøgning på grund af alder og svagelighed fik han i 1809 sin afsked som generalløjtnant med fuld gage i pension, da han havde tjent i 60 år, og blev Kommandør af Dannebrogordenen. Han døde 27. marts 1814 i Fredensborg.

## Ægteskab
Stricker blev gift 15. maj 1764 i Holmens Kirke med Frederica Christiane Herbst (4. april 1745 i København - 19. marts 1806 i Helsingør), datter af kaptajn, senere schoutbynacht Michael Johan Herbst (1699-1762, gift 2. gang 1748 med Anna Cathrine Andersdatter, ca. 1706-1769, gift 1. gang med kaptajn i Asiatisk Kompagni Claus Munckeberg, gift 2. gang 1744 med kaptajn i Asiatisk Kompagni Rolluf Olsen Kierulf, ca. 1693-1747) og Engelcke Martha Liebe (1715-1747).
Han er begravet på Asminderød Kirkegård.